# R3HAB
Fadil El Ghoul (sinh ngày 2 tháng 4 năm 1986 tại Hertogenbosch), thường được biết đến với nghệ danh R3HAB (phát âm là "rehab", được viết cách điệu là R3HAB). Anh là một DJ, nhà sản xuất âm nhạc người Hà Lan gốc Maroc. Cùng với Afrojack và Chuckie, R3HAB là một trong những người đề xướng thể loại "Dutch house" hiện đại, mặc dù phong cách và âm thanh của anh vào thời điểm đó thường trầm tối hơn, phần nào gợi nhớ lại những giai điệu ban đầu của anh. Trong năm 2012 tại WMC ở Miami, Hoa Kỳ, R3HAB đã giành "Giải Nghệ sĩ đột phá nhất" của IDMA.. Năm 2015, R3HAB đang xếp thứ 21 trong danh sách DJ Top 100 của DJ Mag và không thay đổi vị trí vào năm 2016.

## Sự nghiệp
R3HAB bắt đầu sự nghiệp của mình vào cuối năm 2007 với việc sản xuất ca khúc "Mrkrstft" với Hardwell. Một trong những người có ảnh hưởng chính đến R3HAB là bộ đôi Infected Mushroom, những bài hát của họ đã xuất hiện trên thị trường quốc tế từ năm 1999.
Những phát hành đáng chú ý nhất của R3HAB cho đến nay là "Pump The Party" được sản xuất cùng với Ferruccio Salvo, "The Bottle Song", phát hành trên Wall Recordings và "Prutata", là sự hợp tác đầu tiên của R3HAB với Afrojack.
R3HAB đã được ký hợp đồng với DJ nhà sản xuất Afrojack, để thu âm và phát hành trên nhãn Wall Recordings của Afrojack và R3HAB là một trong những DJ tài năng nhất của hãng.
Vào năm 2012, R3HAB bắt đầu chương trình radio hàng tuần của riêng mình trên SiriusXM, có tiêu đề "I NEED R3HAB".
R3HAB được quản lý bởi Three Six Zero Group.
Năm 2016, anh tiếp tục giữ vị trí 21 trong dang sách DJ Top 100 do DJ Mag bình chọn, giữ nguyên so với năm 2015.
Năm 2017, anh tăng 3 bậc từ vị trí 21 năm 2016 lên vị trí 18 trong DJ Top 100 do DJ Mag bình chọn.

## Sự kiện
| Sự kiện                    | Năm  | Địa điểm                        |
| -------------------------- | ---- | ------------------------------- |
| Ravvolution Music Festival | 2016 | Thành phố Hồ Chí Minh, Việt Nam |
| Ravvolution Music Festival | 2023 | Thành Phố Hà Nội, Việt Nam      |

## Danh sách đĩa nhạc

### Đĩa đơn

#### Vai trò nghệ sĩ chính
| Tiêu đề                                                            | Năm  | vị trí cao nhất | vị trí cao nhất | vị trí cao nhất | vị trí cao nhất | Album                       |
| Tiêu đề                                                            | Năm  | NLD             | BEL             | FRA             | UK              | Album                       |
| ------------------------------------------------------------------ | ---- | --------------- | --------------- | --------------- | --------------- | --------------------------- |
| "Get Get Down" (with Addy van der Zwan)                            | 2009 | 68              | —               | —               | —               | —                           |
| "Sending My Love" (with Swanky Tunes featuring Max C)              | 2011 | —               | —               | —               | —               | —                           |
| "Living 4 the City" (with Shermanology)                            | 2012 | —               | —               | —               | —               | —                           |
| "Raise Those Hands" (with Bassjackers)                             | 2013 | —               | —               | —               | —               | —                           |
| "Revolution" (with NERVO và Ummet Ozcan)                           | 2013 | —               | —*              | 163             | 37              | —                           |
| "Samurai (Go Hard)"                                                | 2014 | —               | —               | —               | —               | —                           |
| "Androids"                                                         | 2014 | —               | —               | —               | —               | —                           |
| "Flashlight" (with Deorro)                                         | 2014 | —               | —**             | —               | —               | —                           |
| "Unstoppable" (featuring Eva Simons)                               | 2014 | —               | —               | —               | —               | Beats of the Beautiful Game |
| "How We Party" (with VINAI)                                        | 2014 | —               | —               | —               | —               | —                           |
| "Ready For the Weekend" (with NERVO featuring Ayah Marar)          | 2014 | —               | —***            | —               | —               | —                           |
| "SoundWave" (with Trevor Guthrie)                                  | 2014 | —               | —               | —               | —               | —                           |
| "Karate" (with KSHMR)                                              | 2014 | —               | —               | 84              | —               | —                           |
| "Phoenix" (with Sander van Doorn)                                  | 2015 | —               | —               | —               | —               | —                           |
| "Tiger" (vs. Skytech and Fafaq)                                    | 2015 | —               | —               | —               | —               | —                           |
| "Won't Stop Rocking" (with Headhunterz)                            | 2015 | —               | —               | —               | —               | —                           |
| "Strong" (with KSHMR)                                              | 2015 | —               | —               | —               | —               | —                           |
| "Hakuna Matata" (Hardwell Edit)                                    | 2015 | —               | —               | —               | —               | —                           |
| "Get Up" (with Ciara)                                              | 2016 | —               | —               | —               | —               | —                           |
| "Near Me" (with Burns)                                             | 2016 | —               | —               | —               | —               | —                           |
| "Freak" (with Quintino)                                            | 2016 | 63              | —               | —               | —               | —                           |
| "Care" (with Felix Snow featuring Madi)                            | 2016 | —               | —               | —               | —               | —                           |
| "Sakura"                                                           | 2016 | —               | —               | —               | —               | —                           |
| "Icarus"                                                           | 2016 | —               | —               | —               | —               | —                           |
| "Everything" (with Skytech)                                        | 2016 | —               | —               | —               | —               | —                           |
| "Trouble" (with Vérité)                                            | 2017 | —               | —               | —               | —               | —                           |
| "Truth or Dare" (featuring Little Daylight)                        | 2017 | —               | —               | —               | —               | —                           |
| "—" Không tham gia bảng xếp hạng hoặc không phát hành tại khu vực. |      |                 |                 |                 |                 |                             |

* Không xuất hiện trên bảng xếp hạng Ultratop của Bỉ, nhưng đạt vị trí cao nhất là 26 trên bảng xếp hạng Ultratip.

** Không xuất hiện trên bảng xếp hạng Ultratop của Bỉ, nhưng đạt vị trí cao nhất là 54 trên bảng xếp hạng Ultratip.

*** Không xuất hiện trên bảng xếp hạng Ultratop của Bỉ, nhưng đạt vị trí cao nhất là 56 trên bảng xếp hạng Ultratip.

#### Vai trò nghệ sĩ hợp tác
| Tiêu đề                                                            | Năm  | Vị trí cao nhất | Vị trí cao nhất | Certifications   | Album                  |
| Tiêu đề                                                            | Năm  | AUS             | US Dance        | Certifications   | Album                  |
| ------------------------------------------------------------------ | ---- | --------------- | --------------- | ---------------- | ---------------------- |
| "You'll Be Mine" (Havana Brown featuring R3HAB)                    | 2012 | —               | —               |                  | When the Lights Go Out |
| "Big Banana" (Havana Brown featuring R3HAB and Prophet)            | 2012 | 18              | 1               | - ARIA: Platinum | When the Lights Go Out |
| "WAVE" (Amber & Luna featuring R3HAB)                              | 2016 | —               | —               |                  |                        |
| "Dream of You" (Kim Chung-ha featuring R3HAB)                      | 2020 |                 |                 |                  | Querencia              |
| "—" Không tham gia bảng xếp hạng hoặc không phát hành tại khu vực. |      |                 |                 |                  |                        |